# Kneecap. Hip-hopowa rewolucja
Kneecap. Hip-hopowa rewolucja (ang. Kneecap) – irlandzki komediodramat muzyczny z 2024 roku w reżyserii i według scenariusza Richa Peppiata. Film opowiada historię powstania irlandzkiego tria hip-hopowego Kneecap z Belfastu w Irlandii Północnej. Członkowie zespołu grają samych siebie, a w rolach drugoplanowych występują m.in. Josie Walker, Fionnuala Flaherty, Jessica Reynolds, Adam Best, Simone Kirby oraz Michael Fassbender. 

## Zarys fabuły
Film opowiada historię powstania hip-hopowego trio z Irlandii Północnej, które zaczyna tworzyć muzykę w języku irlandzkim – niemal wymarłym w codziennej komunikacji, mimo trwających starań o nadanie mu statusu urzędowego. Liam i Naoise, młodzi buntownicy z Belfastu, żyją beztrosko, balansując między imprezami, drobną przestępczością a otwartym szyderstwem wobec brytyjskiej władzy. Kiedy do duetu dołącza JJ – niespełniony nauczyciel muzyki – rodzi się formacja Kneecap. Dla tej trójki muzyka po irlandzku staje się nie tylko artystycznym manifestem, lecz także formą politycznego oporu. W świecie, gdzie więcej ludzi mówi po polsku niż w ojczystym języku Irlandczyków, ich rap staje się iskrą zapalną w walce o tożsamość, język i wolność.

## Obsada
- Móglaí Bap − Naoise
- Mo Chara − Liam Óg
- DJ Próvai − DJ Próvai
- Josie Walker − Detektyw Ellis
- Fionnuala Flaherty − Caitlin
- Jessica Reynolds − Georgia
- Adam Best − Doyle
- Simone Kirby − Dolores
- Michael Fassbender − Arló Ó Cairealláin
- Matthew Sharpe − Sean
- Cathal Mercer − Fra
- Donagh Deeney − wuj Peadar
- Marty Maguire − Nesbitt
- Saorlaoith Brady − Lorna

## Premiera i wyróżnienia
Film miał swoją premierę 18 stycznia 2024 na Sundance Film Festival jako pierwszy film w języku irlandzkim w historii tego wydarzenia. Został tam nagrodzony Nagrodą Publiczności w sekcji NEXT. Irlandzka premiera odbyła się podczas 36. edycji Galway Film Fleadh, gdzie film zdobył trzy wyróżnienia: dla najlepszego filmu irlandzkiego, Nagrodę Publiczności oraz nagrodę dla najlepszego filmu w języku irlandzkim.
Film trafił do kin w Stanach Zjednoczonych 2 sierpnia 2024 za pośrednictwem Sony Pictures Classics, 8 sierpnia w Irlandii oraz 23 sierpnia w Wielkiej Brytanii — dystrybuowany odpowiednio przez Wildcard Distribution i Curzon Film. Film otrzymał sześć nominacji do 78. Brytyjskich Nagród Filmowych BAFTA i został wybrany jako irlandzki kandydat do Oscara w kategorii Najlepszy Film Międzynarodowy na 97. ceremonii wręczenia Nagród Akademii, jednak nie uzyskał nominacji.